# Inde aux Jeux olympiques d'été de 1924
L'Inde britannique participe aux Jeux olympiques d'été de 1924 à Paris. C'est sa troisième participation aux Jeux olympiques avec une délégation en athlétisme et en tennis. L'Inde ne remporte pas de médaille.

## Résultats

### Athlétisme
| Athlète          | Épreuve     | Séries   | Séries | Quarts-de-finale | Quarts-de-finale | Demi-finales | Demi-finales | Finale          | Finale          |
| Athlète          | Épreuve     | Résultat | Rang   | Résultat         | Rang             | Résultat     | Rang         | Résultat        | Rang            |
| ---------------- | ----------- | -------- | ------ | ---------------- | ---------------- | ------------ | ------------ | --------------- | --------------- |
| James Hall       | 100 m       | 11,3 s   | 3      | Non qualifié     | Non qualifié     | Non qualifié | Non qualifié | Non qualifié    | Non qualifié    |
| James Hall       | 200 m       | inconnu  | 4      | Non qualifié     | Non qualifié     | Non qualifié | Non qualifié | Non qualifié    | Non qualifié    |
| Wilfred Hildreth | 100 m       | inconnu  | 4      | Non qualifié     | Non qualifié     | Non qualifié | Non qualifié | Non qualifié    | Non qualifié    |
| Wilfred Hildreth | 200 m       | inconnu  | 4      | Non qualifié     | Non qualifié     | Non qualifié | Non qualifié | Non qualifié    | Non qualifié    |
| C. K. Lakshmanan | 110 m haies | —        | —      | 16,4 s           | 5                | Non qualifié | Non qualifié | Non qualifié    | Non qualifié    |
| Terence Pitt     | 100 m       | inconnu  | 3      | Non qualifié     | Non qualifié     | Non qualifié | Non qualifié | Non qualifié    | Non qualifié    |
| Terence Pitt     | 200 m       | inconnu  | 3      | Non qualifié     | Non qualifié     | Non qualifié | Non qualifié | Non qualifié    | Non qualifié    |
| Terence Pitt     | 400 m       | 49,8 s   | 1      | 51,6 s           | 4                | Non qualifié | Non qualifié | Non qualifié    | Non qualifié    |
| Pala Singh       | 1 500 m     | NC       | NC     | NC               | NC               | inconnu      | 10           | Non qualifié    | Non qualifié    |
| Pala Singh       | 5 000 m     | NC       | NC     | NC               | NC               | inconnu      | 6            | Non qualifié    | Non qualifié    |
| Pala Singh       | 10 000 m    | NC       | NC     | NC               | NC               | NC           | NC           | N'a pas terminé | N'a pas terminé |
| Mahadeo Singh    | Marathon    | NC       | NC     | NC               | NC               | NC           | NC           | 3:37:36.0       | 29              |

### Tennis
| Joueur             | Compétition      | 1er tour                    | 1/32e de finale                 | 1/16e de finale            | 1/8e de finale               | Quarts de finale          | Demi-finales        | Finale / MB         |         |
| Joueur             | Compétition      | Adversaire Résultat         | Adversaire Résultat             | Adversaire Résultat        | Adversaire Résultat          | Adversaire Résultat       | Adversaire Résultat | Adversaire Résultat |         |
| ------------------ | ---------------- | --------------------------- | ------------------------------- | -------------------------- | ---------------------------- | ------------------------- | ------------------- | ------------------- | ------- |
| Athar Fyzee        | Simple Messieurs | Langaard (NOR) Victoire 3-0 | Zerléndis (GRE) Défaite 2-3     | Éliminé                    | Éliminé                      | Éliminé                   | Éliminé             | Éliminé             |         |
| Syed Mohammad Hadi | Simple Messieurs | Exempt.                     | Williams (USA) Défaite 3-0      | Éliminé                    | Éliminé                      | Éliminé                   | Éliminé             | Éliminé             |         |
| Sydney Jacob       | Simple Messieurs | Morales (ESP) Victoire 3-0  | Ferrier (SUI) Victoire 3-1      | Willard (AUS) Victoire 3-2 | Washburn (USA) Victoire 3-1  | Borotra (FRA) Défaite 1-3 | Éliminé             | Éliminé             |         |
| Mohammed Sleem     | Simple Messieurs | Exempt.                     | van der Feen (NED) Victoire 3-0 | Richards (USA) Défaite 1-3 | Éliminé                      | Éliminé                   | Éliminé             | Éliminé             | Éliminé |
| Nora Polley        | Simple Dames     | —                           | —                               | Exempt.                    | Valaoritou (GRE) Défaite 1-2 | Éliminé                   | Éliminé             | Éliminé             | Éliminé |

| Joueurs                          | Compétition      | 1e tour                           | 1/16e de finale                       | 1/8e de finale                         | Quarts de finale                    | Demi-finales         | Finale / MB          |
| Joueurs                          | Compétition      | Adversaires Résultat              | Adversaires Résultat                  | Adversaires Résultat                   | Adversaires Résultat                | Adversaires Résultat | Adversaires Résultat |
| -------------------------------- | ---------------- | --------------------------------- | ------------------------------------- | -------------------------------------- | ----------------------------------- | -------------------- | -------------------- |
| Sydney Jacob Mohammed Sleem      | Double Messieurs | Tegner / Ulrich (DEN) Défaite 1-2 | Éliminé                               | Éliminé                                | Éliminé                             | Éliminé              | Éliminé              |
| Syed Mohammad Hadi Donald Rutnam | Double Messieurs | Exempt.                           | Langaard / Nielsen (NOR) Victoire 3-0 | Colombo / Sabbadini (ITA) Victoire w/o | Borotra / Lacoste (FRA) Défaite 0-3 | Éliminé              | Éliminé              |
| Sydney Jacob Nora Polley         | Double Mixte     | —                                 | Exempt.                               | Wallis / McCrea (IRL) Défaite 1-2      | Éliminé                             | Éliminé              | Éliminé              |